# Дональд Маклін (шпигун)
Дональд Дюарт Маклін (Маклейн) (англ. Donald Duart Maclean; 25 травня 1913, Лондон — 6 березня 1983, Москва) — британський дипломат, радянський розвідник, організатор радянської шпигунської мережі на Заході, один з так званої Кембриджської п'ятірки.

## Життєпис

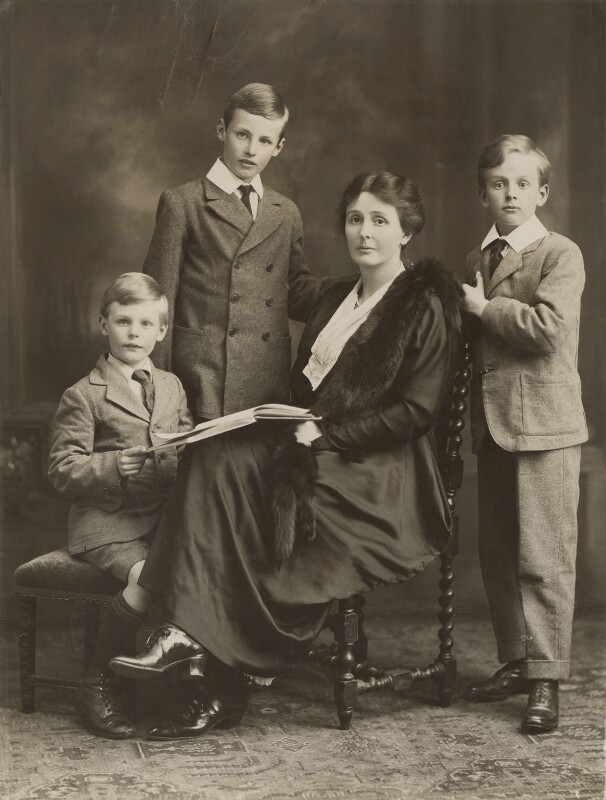
Дональд Маклін (крайній ліворуч) з матір'ю та братами, 1920

Народився 25 травня 1913 р. у Лондоні, за національністю шотландець. У 1934 р. закінчив факультет політичної історії та філології Кембриджського університету. Під час навчання брав участь у лівому студентському русі.
У 1934 р. потрапив у поле зору радянської розвідки. Дональд Маклін відповів згодою на пропозицію про співробітництво.
З 1935 по 1951 р. працював в МЗС Великої Британії, де обіймав відповідальні посади. Працював в британських посольствах у Франції та Єгипті. У 1950 — 1951 р.р. очолював американський відділ Міністерства закордонних справ.
За роки співпраці з радянською зовнішньою розвідкою передав їй велику кількість цілком секретних документальних матеріалів, в тому числі шифроване листування МЗС Великої Британії зі своїми посольствами за кордоном, протоколи засідань кабінету міністрів, плани США і Великої Британії з питань використання атомної енергії у військових цілях. Його інформація з цієї проблематики була отримана у вересні 1941 р. і зіграла важливу роль в розгортанні аналогічних робіт із створення атомної зброї в СРСР.
У 1951 р. у зв'язку із загрозою провалу Дональд Маклін був виведений радянською розвідкою на територію СРСР і надалі проживав в Москві. Працював старшим науковим співробітником Інституту міжнародної економіки та міжнародних відносин АН СРСР. Ним підготовлено кілька великих робіт з різних проблем міжнародних відносин. За монографію «Зовнішня політика Англії після Суеца», опубліковану в СРСР, а також в Англії і США, йому присвоєно вчений ступінь доктора історичних наук.
Нагороджений орденами Бойового і Трудового Червоного Прапора.
Помер 6 березня 1983 в Москві. Відповідно до волі Дональда Макліна, його тіло було кремовано, а урна з прахом поміщена у фамільний склеп в Лондоні.

## Особисте життя
Дональд Маклін був бісексуалом.